# Javier Alberola Rojas
Javier Alberola Rojas (* 22. Juni 1991 in Ciudad Real) ist ein spanischer Fußballschiedsrichter. Seit 2024 ist er FIFA-Schiedsrichter.

## Werdegang
Seit der Spielzeit 2015/16 leitet Alberola Rojas Spiele der zweiten spanischen Liga, zur Saison 2017/18 gelang ihm der Aufstieg in die Primera División, Spaniens höchste Spielklasse. Bisher (Stand Juli 2024) wurde er bereits zweimal mit der Guruceta-Trophäe als bester Schiedsrichter der Saison ausgezeichnet.
Zum Jahresbeginn 2024 meldete ihn der spanische Fußballverband RFEF für die FIFA-Liste, was ihn zur Leitung internationaler Partien berechtigt. Sein offizielles Debüt auf diesem Parkett gab Alberola Rojas im Juli desselben Jahres in der 1. Qualifikationsrunde zur UEFA Champions League 2024/25 bei der Begegnung zwischen dem FC Differdingen 03 und KÍ Klaksvík.
Alberola Rojas’ Einsatzstatistik weist auch Spielleitungen in der dritten französischen Liga und der Egyptian Premier League auf.

## Persönliches
Von 2017 bis 2021 studierte Alberola Rojas Psychologie an der Universität Isabel I in Burgos und erwarb dort einen Grado universitario. Neben seiner Schiedsrichtertätigkeit ist er der Mitgründer einer Sprachakademie, die Kurse zur Vorbereitung auf Sprachprüfungen wie zum Beispiel das Cambridge English Language Assessment anbietet.
Alberola Rojas lebt in Toledo.